# Pirani-öböl

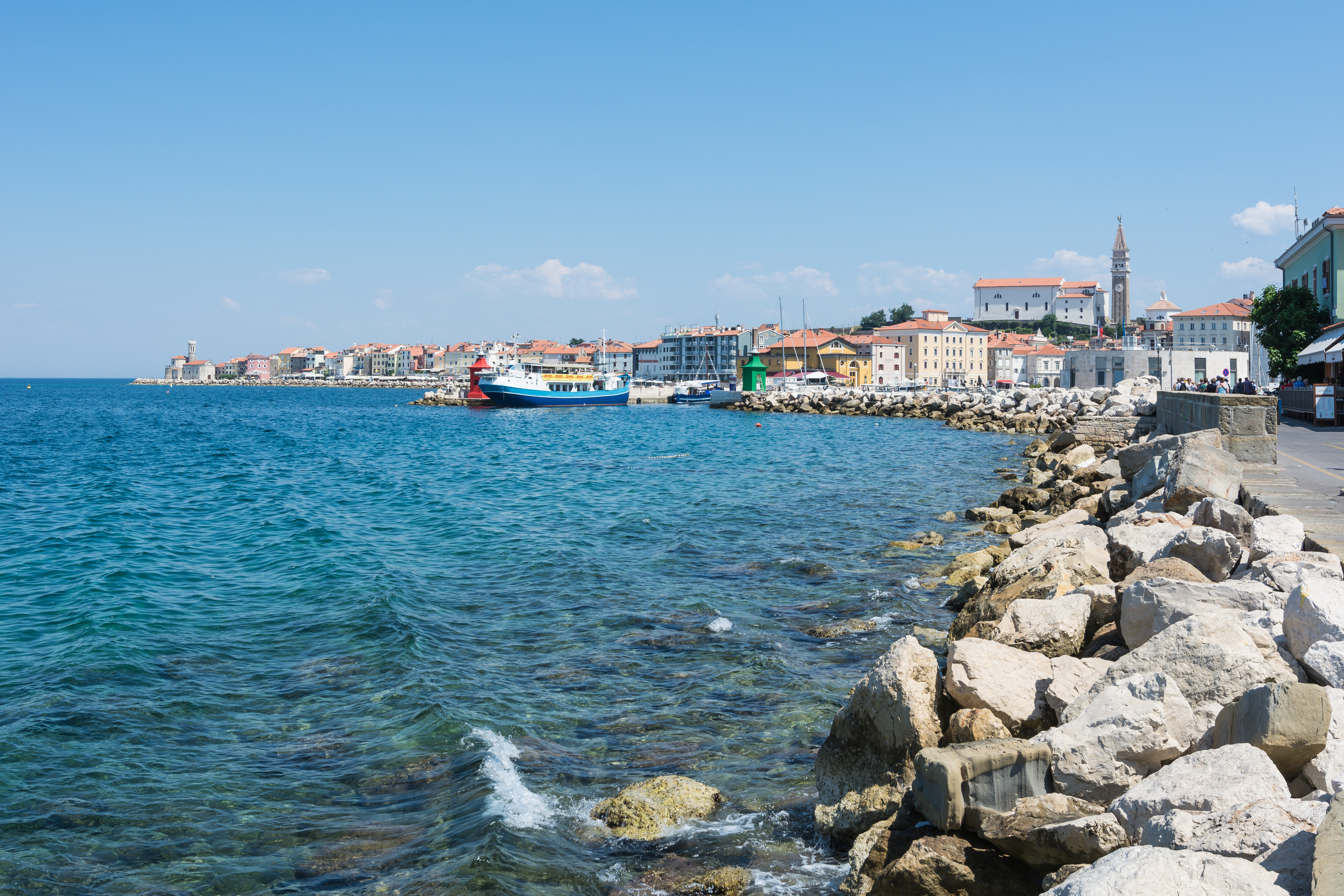
A Pirani-öböl látképe Piran városával és a Madona-fokkal

A Pirani-öböl (horvátul: Piranski zaljev, más néven Savudrijska vala vagy Dragonjski zaljev, szlovénül: Piranski zaliv, olaszul: Vallone di Sicciole) egy tengeröböl Horvátország és Szlovénia határán, az Adriai-tenger északi részén.

## Leírása
A Pirani-öböl a Trieszti-öböl része, mely a szlovéniai Madona-fok és a horvátországi Gornja Savudrija-fok közötti képzeletbeli vonal által bezárt 18,8 km² területen fekszik. Az öböl hosszúsága 6,5 km, legnagyobb szélessége 5,2 km, legnagyobb mélysége mindössze 20 méter. Tengerpartja egyrészt a Horvát Köztársaság, másrészt a Szlovén Köztársaság területéhez tartozik. A szlovén részen Piran, Portorož és Lucija, a horvát részen pedig Crveni Vrh és Kanegra települések, valamint Lavra és Alberi turisztikai települések találhatók.
Magában az öbölben vannak kisebb öblök, mint például a Fazan-öböl (Fažan), a Sičjolski-öböl (szlovénul: Sečoveljski-zaliv), és a Portoroži-öböl (Portoroški zaliv). Augusztusi átlaghőmérséklete 23 °C, a februári 8 °C, míg sótartalma 34–38 ‰ között van. Az öböl savudrijaparti oldala kifejezetten mészköves, alacsonyabb sziklákkal, míg pirani partja márgásabb és homokosabb.

## Története
A Pirani-öböl az utolsó jégkorszakban keletkezett, amikor a sekély jeges folyóvölgyet az emelkedő tengerszint elöntötte. Az erősen flisses és mészköves talajok és az isztriai márgás, homokos talajok közötti átmenetnél található.
Noha a partján bronzkori maradványok találhatók, úgy gondolják, hogy magának az öbölnek a történelem nagy részében nem volt nagyobb jelentősége, csak körülbelül 800-ig, amikor a Dragonja folyó torkolata közelében az Adriai-tengerben az első sótelepek megjelentek.
A só, mint az ókori történelmi időszakokban rendkívül értékes erőforrás, politikai és kereskedelmi játszmák tárgyává vált, így a térségben a történelem folyamán különféle politikai és gazdasági események zajlottak ezen érdekek miatt. A sótelepek területe maga is befolyásolta az öböl hajózható részén található környező kikötők fejlődését. Ezenkívül Sečovlje területén szénbányák, Savudrija részén, Kanegra közelében pedig kőbányák voltak, ezért az öblöt különféle nyersanyagok szállítására is használták. A partmenti hajózás szempontjából betöltött jelentőségén kívül a Pirani-öböl fontos szerepet játszik a halászatban és újabban a turizmusban is. Az 1990 utáni időszakban Jugoszlávia szétesésével, Horvátország és Szlovénia független államainak létrehozása következtében az öböl területe máig megoldatlan, határokon átnyúló viták tárgyává vált.

## Fordítás
Ez a szócikk részben vagy egészben  a   Savudrijska vala című horvát Wikipédia-szócikk ezen változatának fordításán alapul.  Az eredeti cikk szerkesztőit annak laptörténete sorolja fel. Ez a jelzés csupán a megfogalmazás eredetét és a szerzői jogokat jelzi, nem szolgál a cikkben szereplő információk forrásmegjelöléseként.